# 庸俗馬克思主義
庸俗馬克思主義（英語：Vulgar Marxism），有時也被稱爲反射論（Refection Theory），是一種特殊的“相信人們可以直接接觸到歷史的真實條件”的意識型態。

## 簡述
1998年，歷史學家羅伯特·M·楊聲稱：“馬克思主義的科學史方法的定義特徵是，科學思想的歷史、研究的優先次序、自然的概念和發現的參數都植根於歷史的力量，而這些力量歸根結底是社會經濟的。 ... 對於人們如何從字面上理解它，這是有分歧的 ... 有一個具連續性的立場。” 因此，他將“經濟主義或庸俗馬克思主義”定義爲“在社會經濟基礎和思想上層建築之間提供一對一關係的最正統立場”。
著名歷史哲學家瓦爾特·本雅明在《歷史哲學論綱》中描述了〈哥達綱領〉的「將勞動視爲『一切財富和文化之源』的定義」，視爲「關於勞動是甚麼的庸俗馬克思主義概念，而不費心去問它的產品如何影響工人的問題」。哥達綱領對本雅明來説，僅僅意味：「他們只希望看到自然之剝削的進步，而不希望看到社會的倒退。」本雅明將“技術官僚化的”庸俗馬克思主義與馬克思對〈哥達綱領〉的抨擊進行了對比，〈哥達綱領〉的重點是：「人類，除了他的勞動力沒有其他財產，必須是其他人的奴隸 ⋯ 」
擁護委員會共產主義的政論家保羅·馬蒂克認爲“‘馬克思主義經濟學’的支持者將資產階級經濟學思想納入了馬克思主義的框架”。對馬蒂克來説，這發生在“古典經濟學退化爲庸俗經濟學”和“邊際效用論”的時候，“邊際效用論可以被視爲一個普遍的，因此是中性的原則”，比“馬克思從勞動時間價值中推導價格”“被認爲更可取”。他認爲由此產生的馬克思主義遵循“朋友和敵人都能欣賞的‘經濟學規律’”，是“庸俗馬克思主義”。相比之下，麥肯齊·沃克在《爲庸俗馬克思主義歡呼四聲！！！！》（Four Cheers For Vulgar Marxism!!!!）一書中指出，“當馬克思主義成爲學院派的產物時”，關於庸俗馬克思主義的指控是為了“封鎖學術界之外值得尊敬的知識途徑”。沃克發現貶稱他人為庸俗馬克思主義者是喬治·盧卡奇及卡爾·科爾施對俄羅斯馬赫主義（Russian Machism）的指控，以及E. P.湯普森對路易·阿爾都塞的指控。沃克在書中寫道，這一指控造成了對“對科學等專業知識的過多關注”的價值的存在性的否定，以及對“缺乏哲學核心作用的感知能力”的蔑視。華克稱讚唐娜·哈拉維（Donna Haraway）“對生物科學有第一手的暸解”，認爲她是庸俗馬克思主義者，並且注意到亚历山大·波格丹诺夫認爲“勞動-技術-自然的關係是首要的”，是“與經濟主義、定論、還原論的庸俗馬克思主義漫畫不同的意義上的庸俗”。
新加坡國立大學的約翰·菲利普斯（John Phillips）指出，茱莉亞·克里斯蒂娃（Julia Kristeva）將“庸俗馬克思主義”理解爲“庸俗社會主義”的同義詞，認爲它“以經濟/歷史基礎（基礎和上層建築）決定的上層建築來描述意識形態”。
著名文學家郭沫若在其著作《中國古代社會研究》中機械地把五階段論套用到對中華文明的研究中，無視各個文明都有不同的發展方式這一事實和各種與其所持有的觀點不相符的證據，聲稱有奴隸的社會便是奴隸制社會而不深入探討當中的生產方式，被認為是奉信庸俗馬克思主義的表現。